# STS 71
STS 71 è cranio fossilizzato della specie Australopithecus africanus, scoperto a Sterkfontein in Sudafrica, da Robert Broom nel 1947, che si stima che abbia 2,5 milioni di anni.
Il fossile originale è esposto al Ditsong National Museum of Natural History di Pretoria.

## Descrizione
Il cranio e i tratti facciali sono più piccoli rispetto ad altri reperti femminili di Australopitechi, tuttavia le dimensioni dei denti indicano che questo esemplare è di sesso maschile. Il viso mostra una proiezione in avanti e la posizione delle linee temporali in alto sul cranio indica grandi muscoli masticatori. Il cervello è 428cc.
Nel 1972 John Wallace collegò STS 71 con il fossile repertoriato come STS 36, una mascella inferiore trovata nello stesso strato, facendo corrispondere i modelli di usura sui denti.